# Галеано, Антонио
Анто́нио Хавье́р Галеа́но Ферре́йра (исп. Antonio Javier Galeano Ferreira; 22 марта 2000 года, Асунсьон) — парагвайский футболист, нападающий клуба «Насьональ».

## Клубная карьера
Воспитанник клуба «Рубио Нью». Дебютировал в парагвайской Примере, в возрасте 16-ти лет 13 августа 2016 года в матче против «Серро Портеньо». В начале 2020 года на правах аренды перешёл в бразильский «Сан-Паулу».

## Международная карьера
В 2017 году в составе юношеской сборной Парагвая принял участие в юношеском чемпионате Южной Америке в Чили. На турнире сыграл в матчах против команд Аргентины, Перу, Бразилии, Эквадора, Чили и дважды Венесуэлы. В поединке против венесуэльцев забил гол.
В том же году принял участие в юношеском чемпионате мира в Индии. На турнире сыграл в матчах против команд Мали, США и Турции. В поединках против турок и малийцев забил гол.
В 2019 году в составе молодёжной сборной Парагвая принял участие в молодёжном чемпионате Южной Америки в Чили. На турнире сыграл в матчах против команд Эквадора, Перу и Аргентины.

## Титулы
- Чемпион штата Сан-Паулу (1): 2021